# Kostel Všech svatých (Sudoměřice u Bechyně)
Kostel Všech svatých v Sudoměřicích u Bechyně je římskokatolický farní kostel v jihočeské obci Sudoměřice u Bechyně. Náleží do místní farnosti, je však spravován excurrendo z Bechyňské farnosti.
Kostel je poměrně prostá jednolodní stavba s pravoúhlým presbytářem se sakristií a předsíňkou.

## Historie

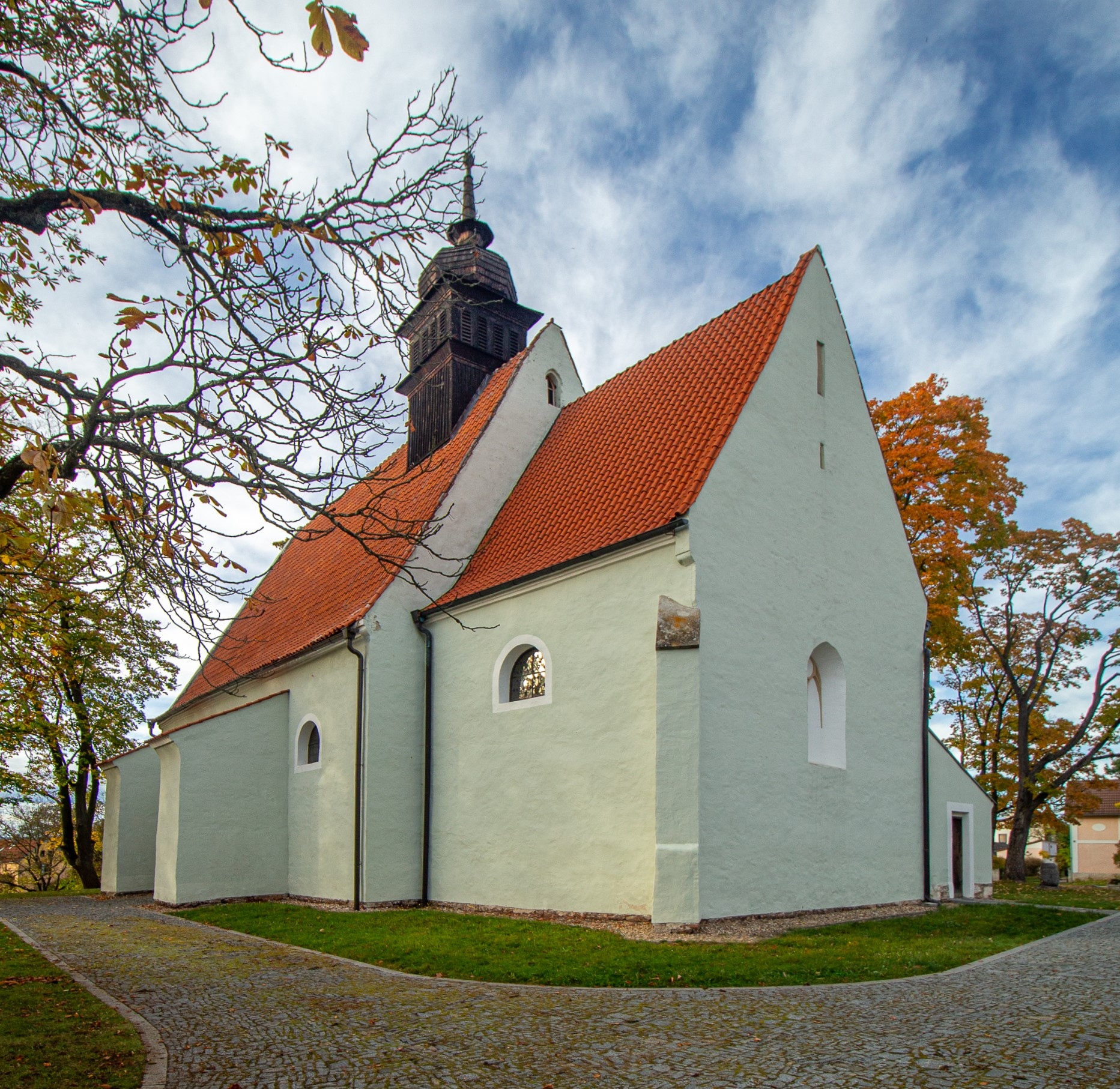
Kostel Všech svatých

První písemná zmínka o původním gotickém kostele Všech svatých se hřbitovem na návrší uprostřed vsi Sudoměřice je z roku 1384. Od roku 1409 byl kostel farním pro okolní vesnice. 
Svou současnou podobu kostel dostal po přestavbě v roce 1828. Poté, co bylo ke kostelu přifařeno deset vesnic, přestal starý hřbitov u kostela kapacitně vyhovovat, v roce 1886 byl proto zrušen a nahrazen novým pohřebištěm za obcí.